# Таттареску, Георге
Георге Таттареску (рум. Gheorghe Tattarescu; 1 октября 1818, Фокшаны — 24 октября 1894, Бухарест) — румынский художник, один из основоположников неоклассицизма в этой стране.

## Жизнь и творчество
Георге Таттареску родился в Молдавском княжестве. Учился живописи у своего дяди Николае Теодореску, церковного художника. Затем поступил в художественную школу города Бузэу. Благодаря связям дяди, жившем в этом городе, епископ Бузэу Чезарие способствует Георге совершить учебную поездку в Рим, где он занимается с профессорами местной академии святого Луки. Среди прочего, в Риме Георге Таттареску копирует произведения Рафаэля, Мурильо, Сальватора Розы и Гвидо Рени.
Вернувшись на родину, художник принимает активное участие в революционных событиях в Валахии в 1848 году. После поражения этого движения он пишет портреты румынских революционеров в эмиграции — Георге Магеру, Штефана Голеску, в 1851 году — Николае Бэлческу (в трёх вариантах). Будучи в своём раннем творчестве представителем радикального национального романтизма, Г. Таттареску создаёт аллегорические полотна, подчинённые революционным идеям и задачам возрождения Румынского государства.
В 1860 году Г. Таттареску начинает создавать «Национальный альбом», в который входят его рисунки видов родины и её исторических памятников. В них в наибольшей степени раскрывается талант художника-пейзажиста Г. Таттареску. В то же время он пишет ряд полотен на крестьянскую тематику, например «Крестьянин на Дунае» (1875). Другой стороной творческой деятельности художника были росписи румынских церквей в неоклассическом стиле (в том числе Кафедрального собора в Яссах). Кроме портретов и пейзажей, создавал картины исторического и религиозного содержания.
В 1864 году Г. Таттареску, вместе с живописцем Теодором Аманом, открывает в Бухаресте Национальную школу изящных искусств. Г. Таттареску длительное время был профессором этой школы и возглавлял её в 1891—1892 годах. В 1865 году он пишет работу по теории живописи «Принципы и уроки изображения пропорций человеческого тела и его изображение знаменитыми художниками».
В 1951 году в Бухаресте, в доме, где с 1855 года жил и работал художник, был открыт мемориальный музей Г. Таттареску с коллекцией его полотен. В 1969 году румынская почта выпустила марку с изображением его картины «Обнажённая», в 1979 году — серию из 6 марок с репродукциями его картин.

## Галерея

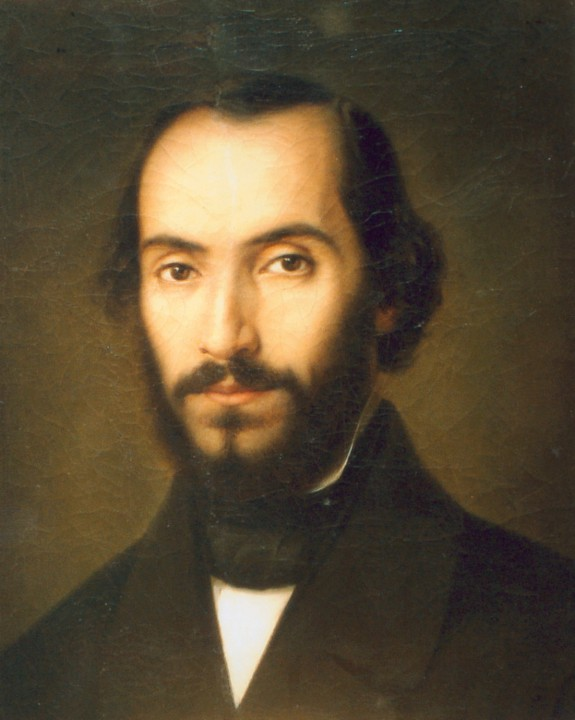
Портрет Николае Бэлческу (1851)
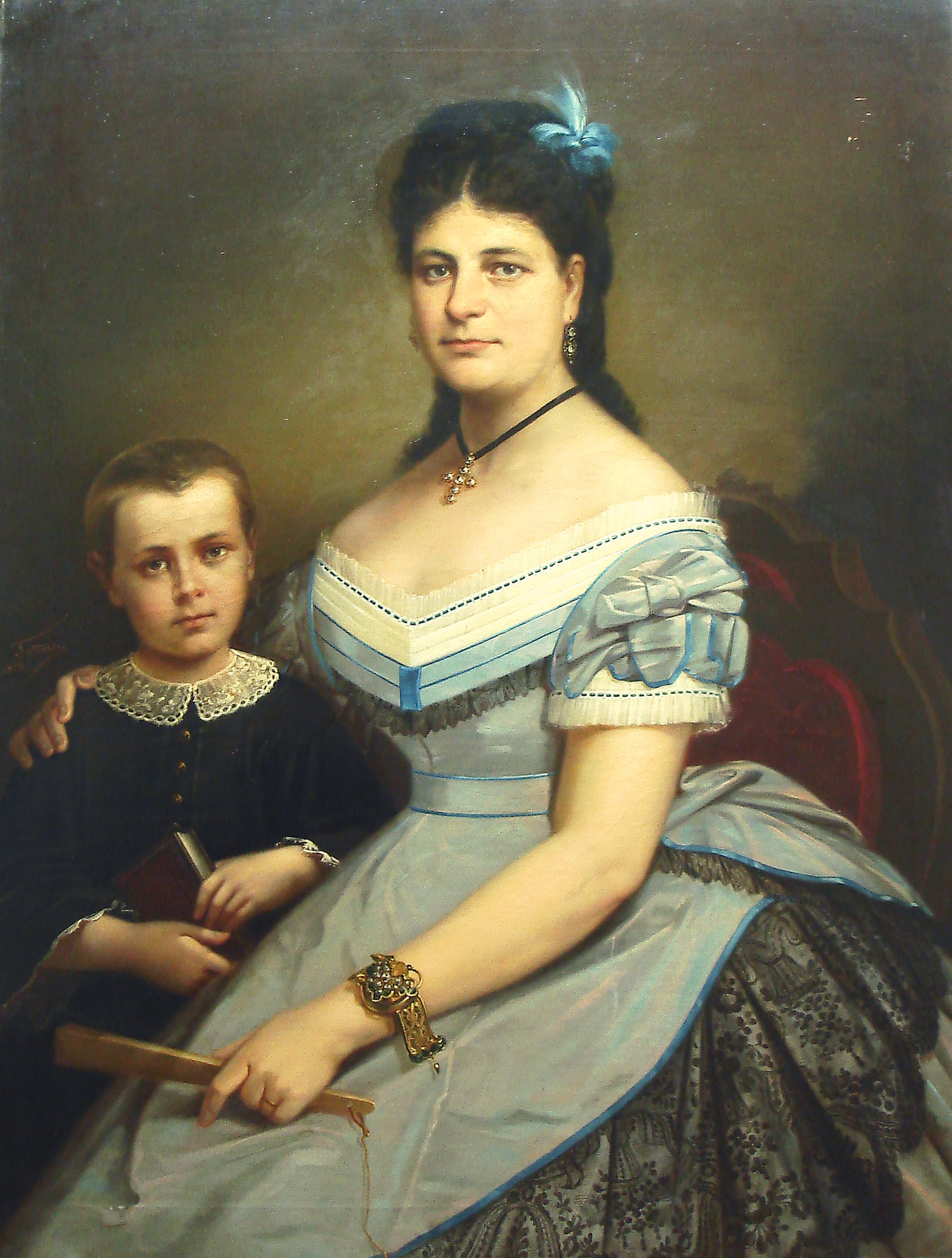
Жена и сын художника
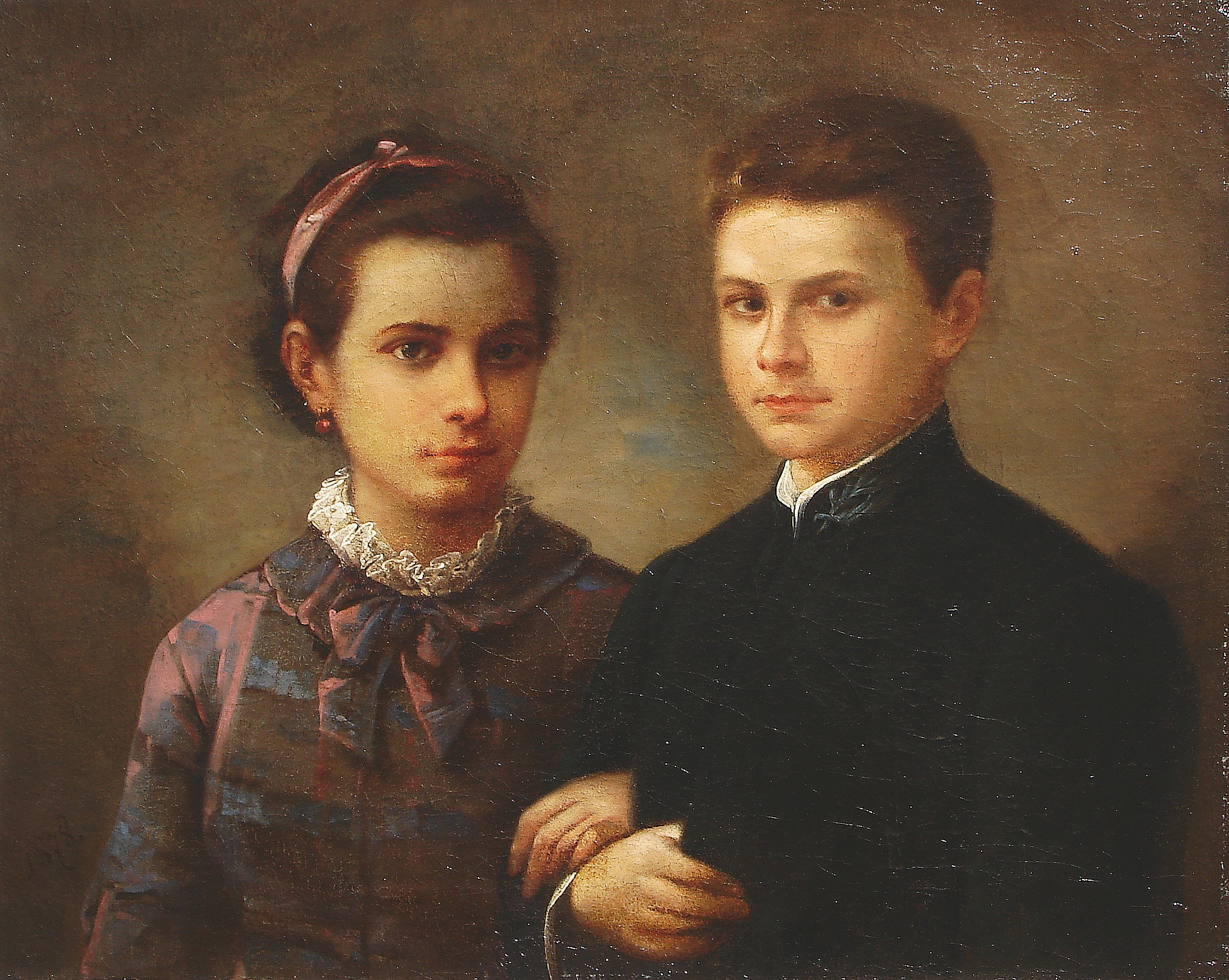
Дети художника
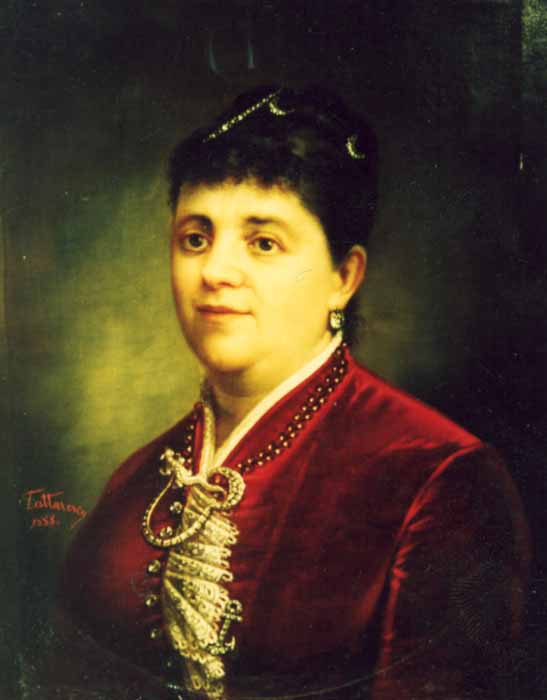
Портрет Марии Градиштяну
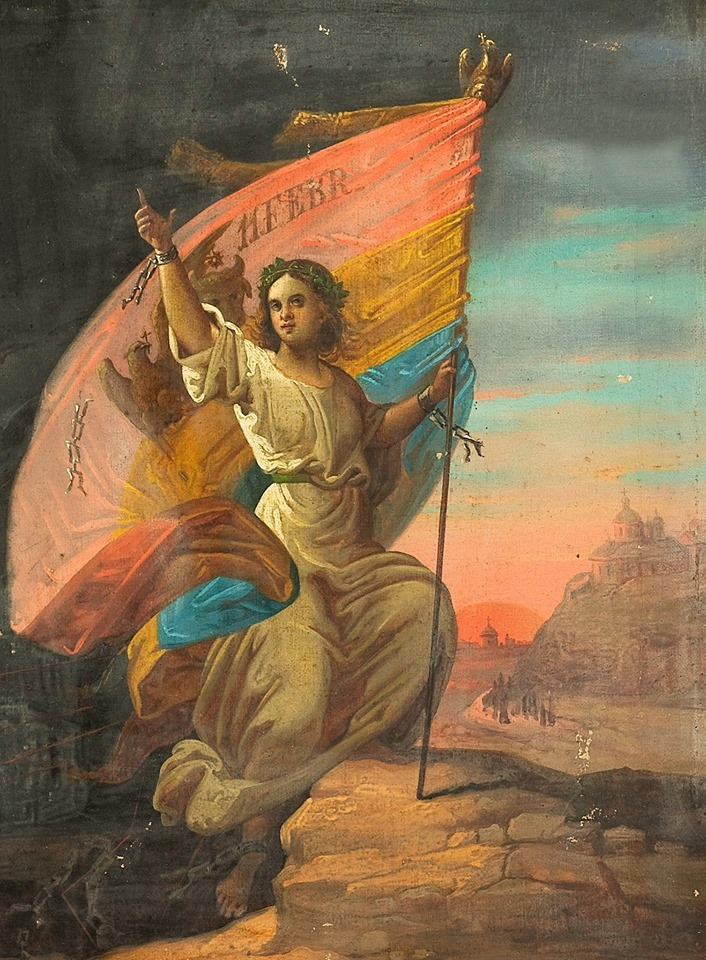
11 февраля 1866 года - Современная Румыния
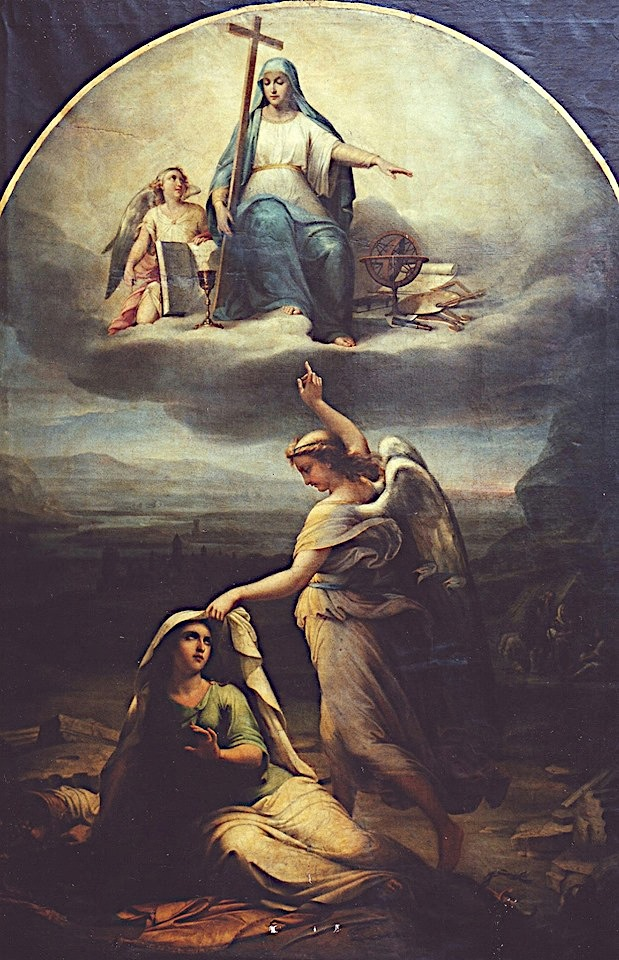
Возрождение Румынии
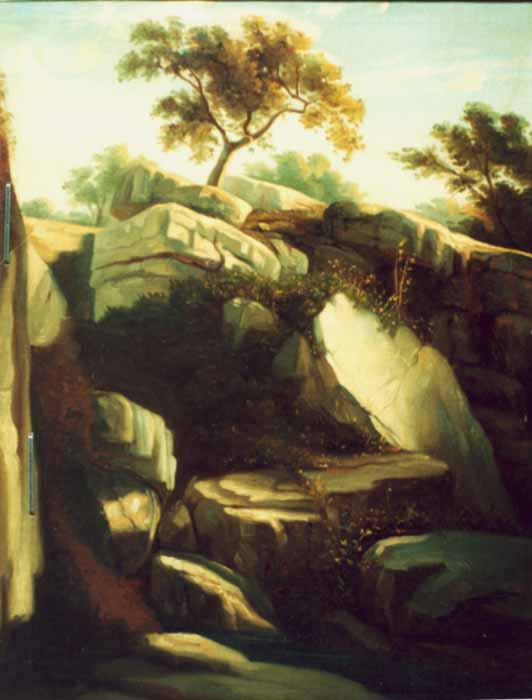
Итальянский пейзаж
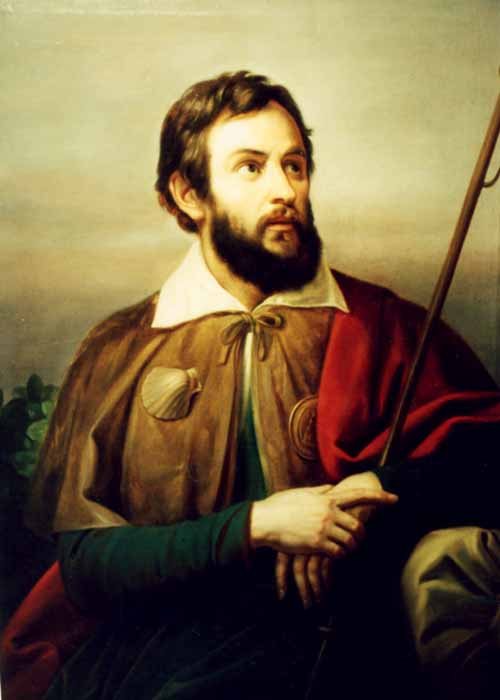
Паломник
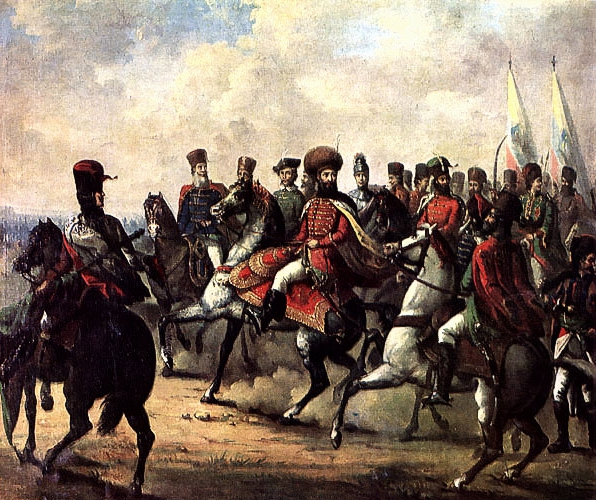
Михай Храбрый с войском
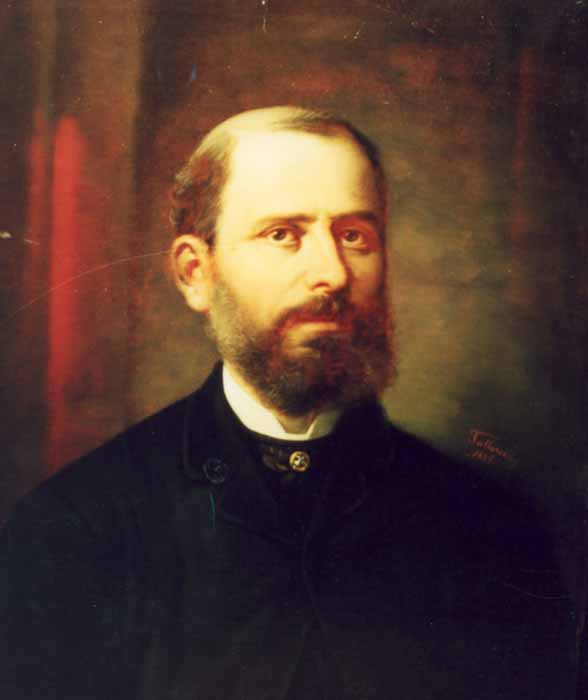
Портрет Иона Градиштяну
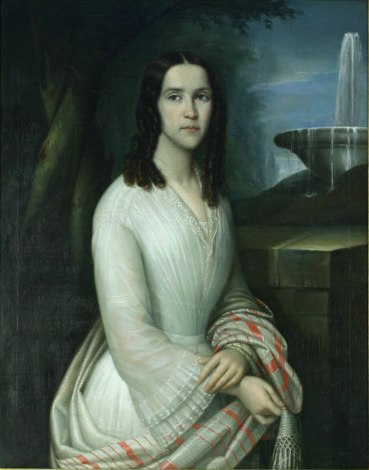
София Крецулеску
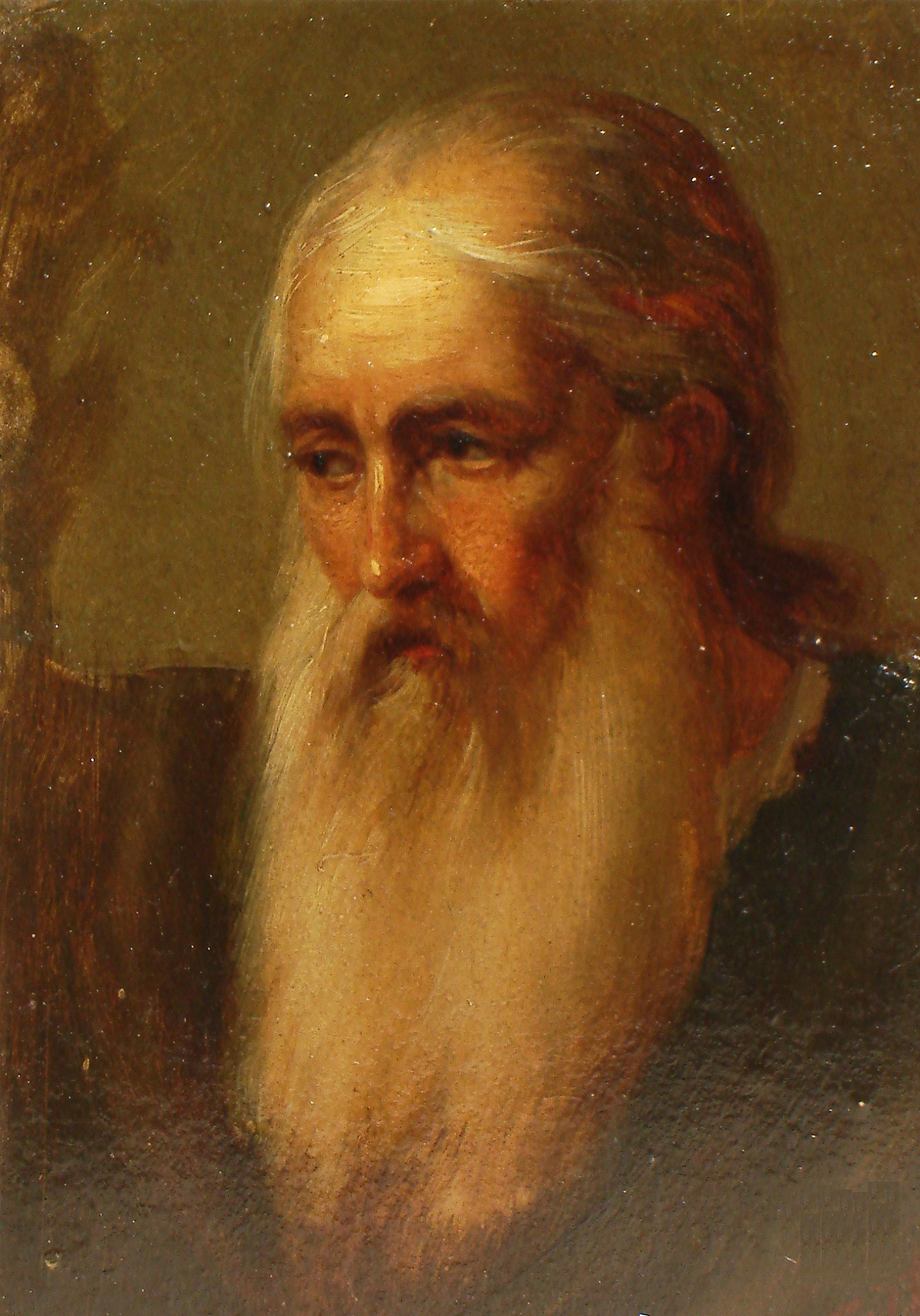
Старый монах
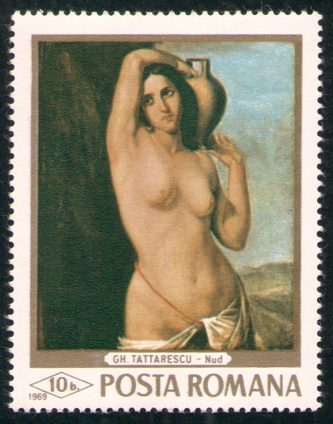
Почтовая марка Румынии с изображением одной из картин Г.Таттареску (1969)